# Robert Thurston
Robert Donald Thurston (* 28. Oktober 1936 in Lockport, New York; † 20. Oktober 2021 in Ridgefield Park, New Jersey) war ein amerikanischer Autor aus dem Science-Fiction-Genre. Vorwiegend schrieb er Drehbücher oder erstellte Romanfassungen, wobei er den Stoff des Filmes detailliert und unverändert in Buchform brachte.

## Werdegang
Der 1936 im Bundesstaat New York geborene Thurston studierte englische Literatur an der University at Buffalo. In seinem Berufsleben war er verantwortlich für das Schulprogramm an der New Jersey City University.
1968 und 1970 war Thurston Teilnehmer des renommierten Clarion Workshops für angehende Science-Fiction- und Fantasy-Autoren, bei dem er in der Folge auch als Dozent wirkte. Seine wohl bekanntesten Bücher schrieb er im Auftrag von Glen A. Larson über die weltberühmte SciFi-Serie Kampfstern Galactica. Er wurde auch als Co-Autor von Isaac Asimovs Robot City: Robots and Aliens bekannt. 1989 schrieb er das Buch zum Film von Robot Jox. Anfang der 1990er Jahre schrieb Thurston die Battletech-Romane zum gleichnamigen Spiel. 1992 schrieb er das Buch zum Film 1492 – Conquest of Paradise. Sein letztes bekannt gewordenes Buch schrieb Thurston 1999 im Rahmen der Battletech-Reihe: Falcon Rising: Twilight of the Clans 8. Er starb im Oktober 2021, acht Tage vor seinem 85. Geburtstag.

## Werke (Auswahl)
- Kampfstern Galactica, Goldmann, 1978
- Kampfstern Galactica 2, Die Todesmaschine von Cylon, Goldmann, 1979
- Kampfstern Galactica 3, Die Gräber von Kobol, Goldmann, 1980
- Kampfstern Galactica 4, Die jungen Krieger, Goldmann, 1981
- Kampfstern Galactica 5, Die Entdeckung der Erde, Goldmann, 1982
- Robot Jox, Avon Books, 1989, englisch
- 1492, Goldmann, 1992
- Ich bin Jadefalke, Battletech, Heyne, 1996